# Zivilpolizei (Brasilien)
Die Zivilpolizei (portugiesisch Polícia Civil) in Brasilien ist in etwa der deutschen Kriminalpolizei gleichzusetzen. Jeder brasilianische Bundesstaat sowie der Bundesdistrikt haben ihre eigene Zivilpolizei-Behörde, die für Ermittlungen und Verfolgung von Straftaten zuständig ist, während die Militärische Polizei (Polícia Militar, nicht zu verwechseln mit der Militärpolizei) eher die Aufgaben der deutschen Schutzpolizei übernimmt. Die Polícia Militar soll damit Garant für die Einhaltung der Gesetze sein (Gefahrenabwehr), die Zivilpolizei betreibt vorwiegend Strafverfolgung.

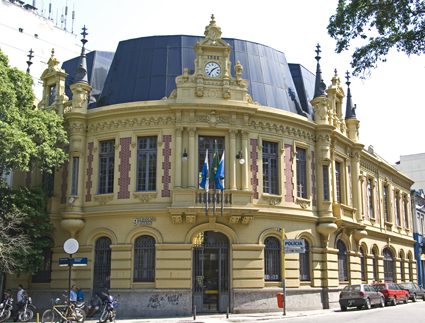
Polizeirevier, 9ª Delegacia Policial do Rio, Catete

## Charakteristika

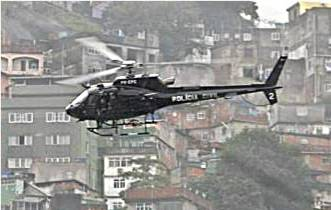
Zivilpolizei-Hubschrauber

Die Ursprünge der Zivilpolizei von Brasilien liegen in der 1808 in Rio de Janeiro gegründeten „Intendência Geral de Polícia da Corte e do Estado do Brasil“. Nach der Flucht der portugiesischen Königsfamilie nach Brasilien 1808 wurde die Polizei dort neu strukturiert und reguliert und nahm eine neue Rolle in der Gesellschaft ein. In ihr wurden nun die Kompetenzen verschiedener Behörden wie der Ouvidor Geral, der Alcaydes, der Quadrilheiros u. a. zusammengefasst. 
Der erste Leiter dieser neuen Polizei, Ratsmitglied Paulo Fernandes Viana, organisierte den Polizeiapparat in Rio de Janeiro nach dem Vorbild der Polizei in Lissabon. Die Intendência Geral de Polícia da Corte e do Estado do Brasil und später Polícia Civil überstand alle Phasen der brasilianischen Entwicklung bis zur Unabhängigkeit (7. September 1822). Die Aufgaben und Funktion der Zivilpolizei sind heute in Artikel 144, § 4° der brasilianischen Verfassung von 1988 festgelegt.

## Organisation
Jeder der 26 brasilianischen Bundesstaaten und der Bundesdistrikt hat seine eigene Zivilpolizei, die vom jeweiligen Polizeichef geleitet wird. Ihm unterstehen die Polizeireviere, die für Städte oder – in großen Städten – Stadtviertel zuständig sind.

## Spezialkräfte
Neben den normalen Polizeibeamten gibt es noch speziell ausgebildete und ausgerüstete Einsatzkräfte (beispielsweise CORE in Rio de Janeiro, GOE in São Paulo u. a.), die für besonders heikle Einsätze und den Personenschutz von wichtigen Staatspersonen zuständig sind.

## Polizeiliche Ermittlungen
Die Hauptaufgabe der Zivilpolizei liegt in der Ermittlung in Straffällen. Wenn diese erfolgreich war, wird der oder die Verdächtige festgenommen, und der Fall kommt vor Gericht.